# 花Kagari
『花Kagari』（はなカガリ）は、滴草由実の3枚目のアルバム。

## 内容
- 約1年4か月ぶりにリリースしたZAIN RECORDS移籍第1弾のアルバム。
- 歌詞カードはじゃばら折りになっている。
- 帯が通常の場所とは逆の方に付けられている。
- シングル曲が2曲のみ収録されている。

## 収録曲
1. Tonight be my love 〜待ちきれない〜
作詞:滴草由実　作曲・編曲:Yoko Blaqstone
2. 花篝り
作詞:滴草由実　作曲:大野愛果　編曲:徳永暁人
3. 時よ
作詞:滴草由実　作曲:笠原智緒 & Yoko Blaqstone　編曲:Yoko Blaqstone
4. 君の涙を無駄にしたくない
作詞:滴草由実　作曲・編曲:YOKO Blaqstone & 大賀好修
5. Who you gonna be
作詞:滴草由実　作曲:大野愛果　編曲:DJ ME-YA
6. I'm sorry mom
作詞:滴草由実　作曲:笠原智緒 & Yoko Blaqstone　編曲:Yoko Blaqstone
7. Baby fall in love
作詞:滴草由実　作曲:福富雅之　編曲:DAY TRACK
8. You're my life
作詞:滴草由実　作曲:福井元気　編曲:小野塚晃
9. Do you love me ?
作詞:滴草由実　作曲:大野愛果　編曲:池田大介
10. 甘い記憶
作詞:滴草由実　作曲:M. Pessoa & M. Africk　編曲:M. Pessoa, M. Africk & P. Geyer
11. 傷ついても
作詞:滴草由実　作曲・編曲:Yoko Blaqstone

## 参加ミュージシャン
- 勝田一樹（DIMENSION） - サックス（M-8）
- 大賀好修（nothin' but love・OOM・Sensation） - ギター（M-4）
- Yoko Blaqstone - コーラス （M-1、3、4、6、11）
- 大野愛果 -  - コーラス （M-2、9）
- 宇徳敬子 - コーラス （M-3）
- M.Africk - コーラス （M-10）
- TO-SHI - ラップ（M-5）